# 가모촌 (시즈오카현 가모군)
가모촌(일본어: 賀茂村)은 일본 시즈오카현 이즈 반도 서안에 위치했던 촌이다. 이전에는 가모군에 속했다 .

## 역사
- 1889년 4월 1일 - 정촌제 시행으로 나카군 우구스촌촌이 성립하였다.
- 1956년 9월 30일 - 아라리촌과 우구스촌이 합병해 가모촌이 되었다.
- 2005년 4월 1일 - 니시이즈정과 가모촌이 합병해 (현) 니시이즈정이 되었다.

## 교통

### 도로
- 국도 136호선

## 참고 문헌
- 角川日本地名大辞典編纂委員会,『角川日本地名大辞典 22 静岡県』, 角川書店, 1978年, ISBN 4-04-001220-8